# Rosensteintunnel (B 10)
Der Rosensteintunnel ist ein Straßentunnel in Stuttgart und Teil der Bundesstraße 10.

## Verlauf
Mit einer Gesamtlänge von rund 1.300 Meter unterquert der Rosensteintunnel den Rosensteinpark und Teile der Wilhelma. Der Verkehr wird jeweils zweispurig direkt zwischen dem Pragsattel und dem Knoten am Leuze geführt.
Entlang des bisherigen Verlaufs der B 10, auf der Prag- und der Neckartalstraße, wurden Straßenabschnitte in Grünflächen umgewandelt. Zudem wurde durch die Verlegung der Stadtbahnhaltestelle Wilhelma der Zugang zum gleichnamigen zoologischen Garten erleichtert.
Neben dem Rosensteintunnel wird im südlich anschließenden Leuzetunnel eine dritte Röhre im Bereich des Mineralbads Leuze gebaut. Dadurch soll der Verkehrsstrom der Bundesstraßen 10 und 14 entflochten werden. Ein neuer Kurztunnel ersetzt den heutigen B14-Wender, wodurch eine planfreie Verbindung zur B 14 Richtung Innenstadt ermöglicht wird. Eine zusätzliche Rampe ermöglicht dem B10-Verkehr aus Richtung Pragsattel eine direkte Verbindung über die König-Karls-Brücke nach Bad Cannstatt.
Mit dem Neubau des Straßentunnels der B 10 werden auch der Berger Tunnel und der Schwanenplatztunnel umgebaut.

## Geschichte
Am 20. Mai 2010 stimmte der Stuttgarter Gemeinderat dem 193,5 Millionen Euro teuren Bauprojekt zu. Im Oktober 2012 genehmigte der Stuttgarter Gemeinderat schließlich den Bebauungsplan dieses Projektes; am 8. November stimmte der Gemeinderat mehrheitlich für den Bau des Tunnels. Das Stuttgarter Unternehmen Wolff & Müller und die Marti Tunnelbau AG erhielten den Auftrag zum Bau der beiden Röhren des Autotunnels unter dem Rosensteinpark, deren Kosten sich auf 115,3 Millionen Euro belaufen werden. Erste Arbeiten in Vorbereitung des Tunnelbaus vermeldete die Regionalpresse im Januar 2014.
Im Vorfeld der Bauarbeiten wurde das Gebiet entlang des Verlaufs des geplanten Tunnels nach möglichen Blindgängern abgesucht, Luftaufnahmen der Alliierten aus dem Zweiten Weltkrieg legten diese Vermutung nahe, welche durch Funde bestätigt wurde. Ein Teil des Parks sowie die Wilhelma wurden am 28. November 2010 für die Öffentlichkeit gesperrt, um die gefundenen Blindgänger zu entschärfen.
Im Sommer 2014 wurden der sogenannte „Elefantensteg“ über die B 10 sowie der Teil des Leuzestegs, der über die Stadtbahngleise führt, für das Vorhaben abgerissen. Im Bereich dieses „Elefantenstegs“ (benannt nach seiner Bemalung, die auf die nahe Wilhelma hinwies) begannen die Arbeiten für die Errichtung des Tunnel-Nordportals. Am 25. April 2015 war offizieller Baubeginn, dabei waren zwei Tunnelpatinnen zugegen. Der Vortrieb sollte bis Frühjahr 2016 laufen, anschließend ist der Innenausbau geplant. Die Inbetriebnahme war für 2020 vorgesehen. Von den nunmehr auf mehr als 230 Millionen Euro geschätzten Gesamtkosten übernehmen Bund und Land insgesamt 112 Millionen Euro.
Laut einem Pressebericht von Mitte Mai 2015 sind die erwarteten Kosten, einschließlich des Umbaus des Leuze-Knotens, um rund 40 auf mehr als 270 Millionen Euro gestiegen. Die Mehrkosten müssen durch die Landeshauptstadt finanziert werden. Bund und Land tragen weiterhin zusammen 112 Millionen Euro. Die Verwaltung bezifferte im Sommer 2019 die Kosten auf 329 Millionen. Als Gründe nannte sie auch Bauverzögerungen und rechtliche Streitigkeiten mit der Baufirma, die 2017 in einer Kündigung mündeten. Das Unternehmen bestritt die Vorwürfe und machte die Stadt für Verzögerungen bei den Bauarbeiten durch Planungsänderungen verantwortlich. Ein folgender Rechtsstreit wurde im Februar 2021 durch Verzicht auf die wechselseitigen Ansprüche gütlich beigelegt.
Am 20. Juni 2016 erfolgte der Durchschlag der Südröhre, und am 11. Juli 2016 in der Nordröhre, die offizielle Durchschlagsfeier fand am 16. September 2016 statt.
Am 20. Februar 2021 erfolgte mit der Teilinbetriebnahme des Kurztunnels B 10/14 sowie des B-14-Wenders die Freigabe des ersten Abschnitts des Gesamtprojekts.
Am 26. März 2022 wurde der Rosensteintunnel für den Verkehr freigegeben.
Am 13. März 2025 stimmte der Gemeinderat bei 9 Gegenstimmen den Mehrkosten von 39,4 Millionen Euro zu. Somit sind die Gesamtkosten für das Vorhaben von bisher 456,1  Millionen Euro (Stand 2024) auf nunmehr 495,5 Millionen Euro gestiegen.

## Galerie

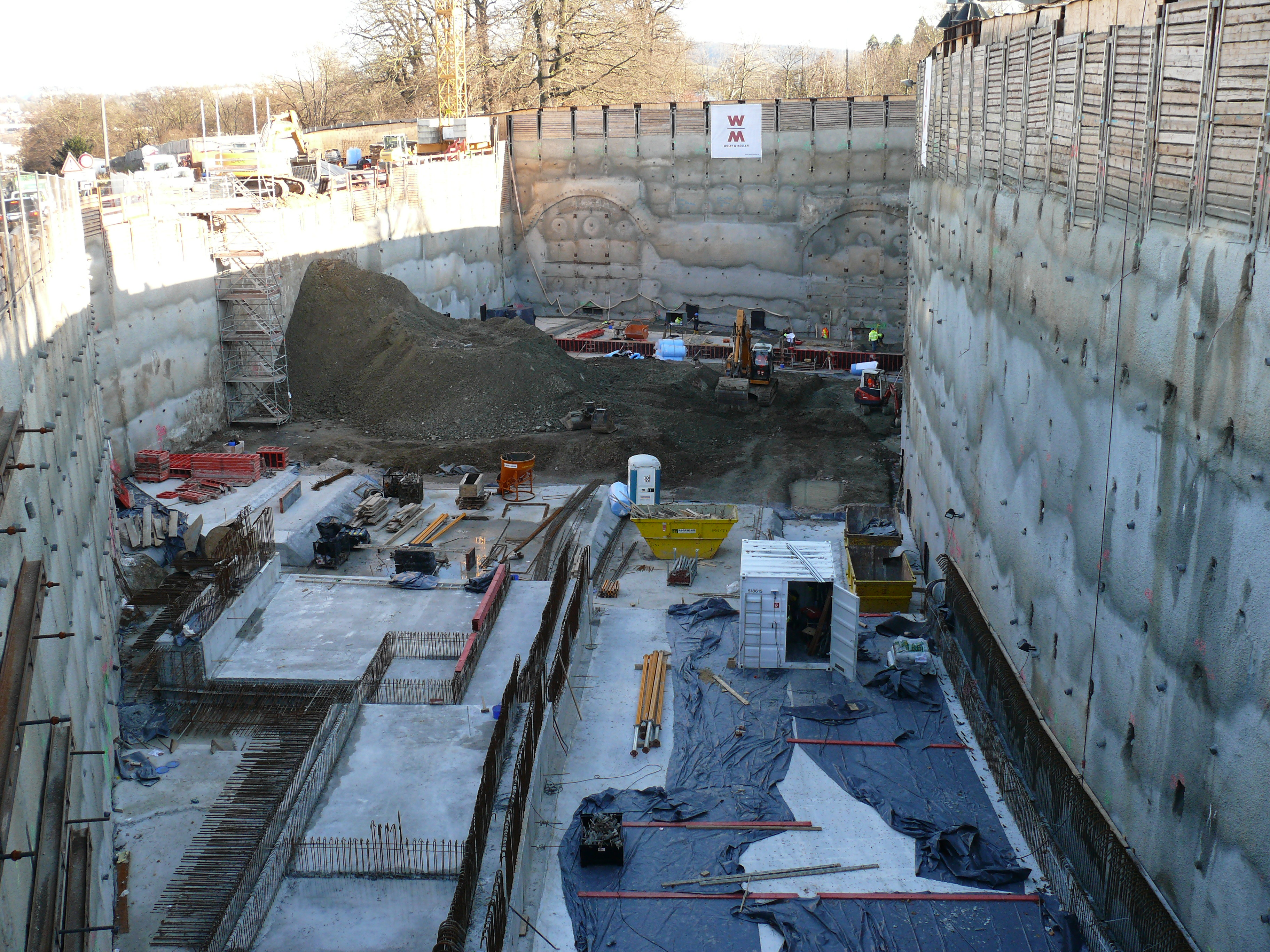
Westportal im Januar 2015
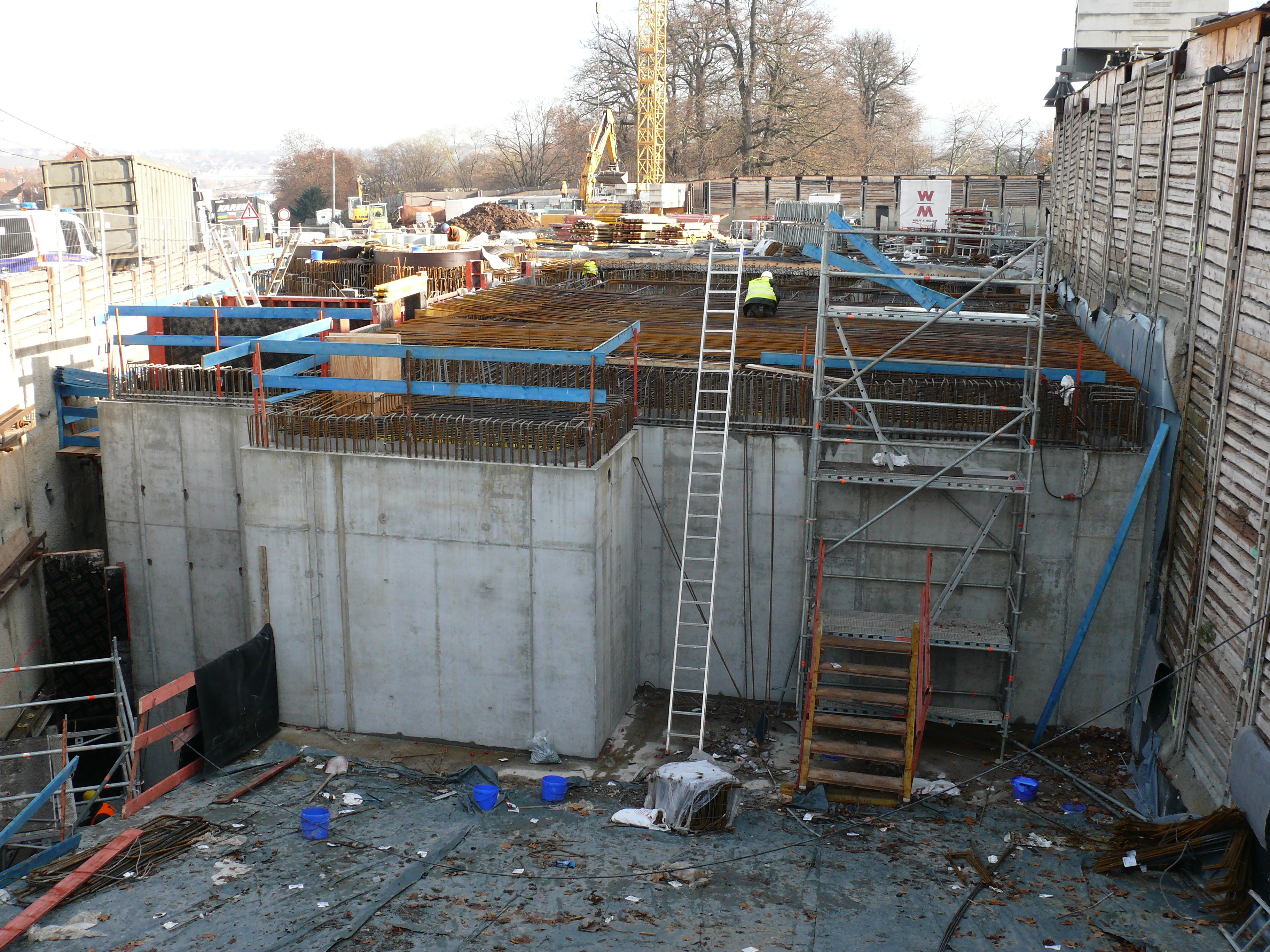
Westportal im November 2015, nun überdeckelt
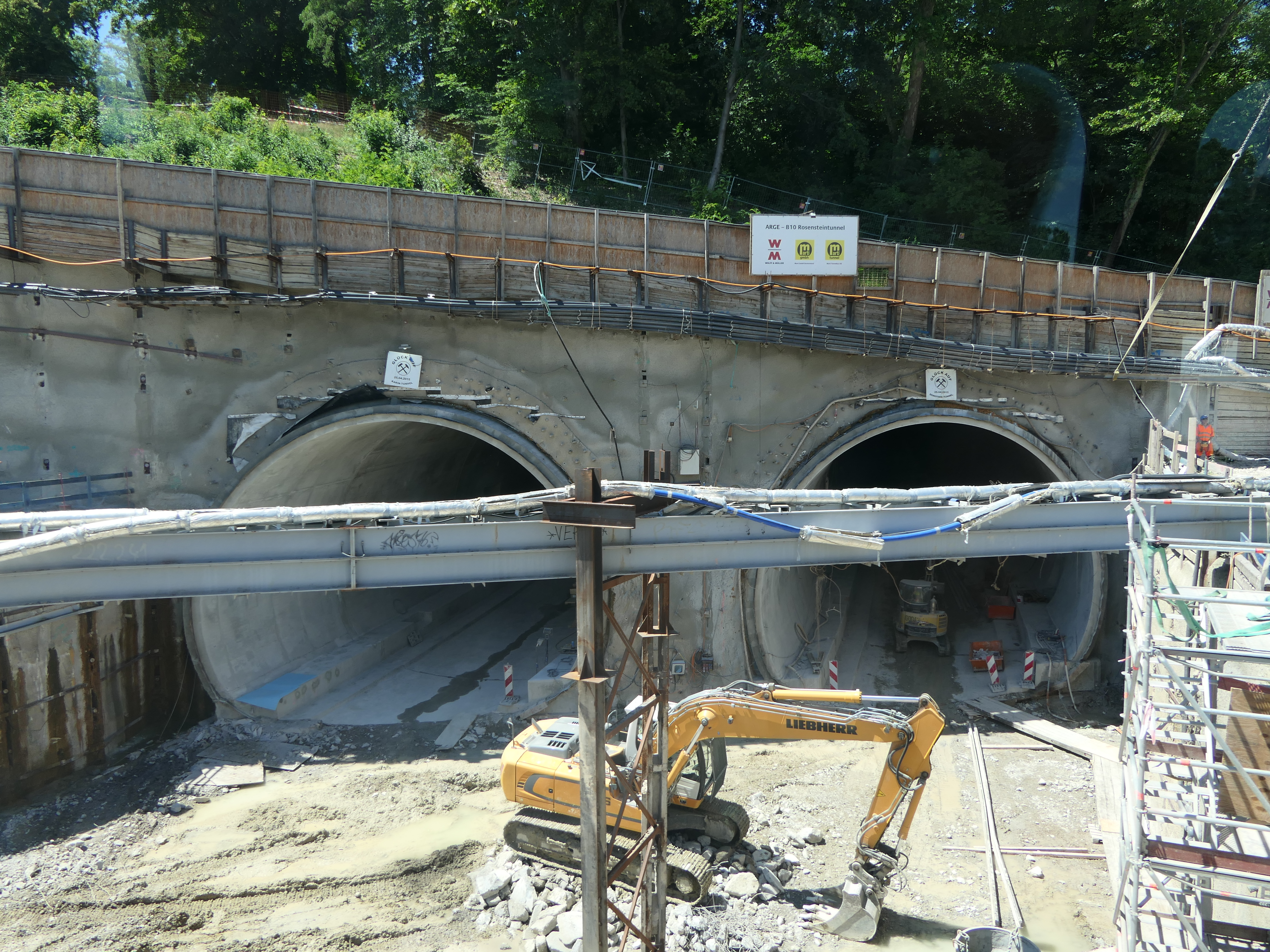
Ostportal im Juni 2018
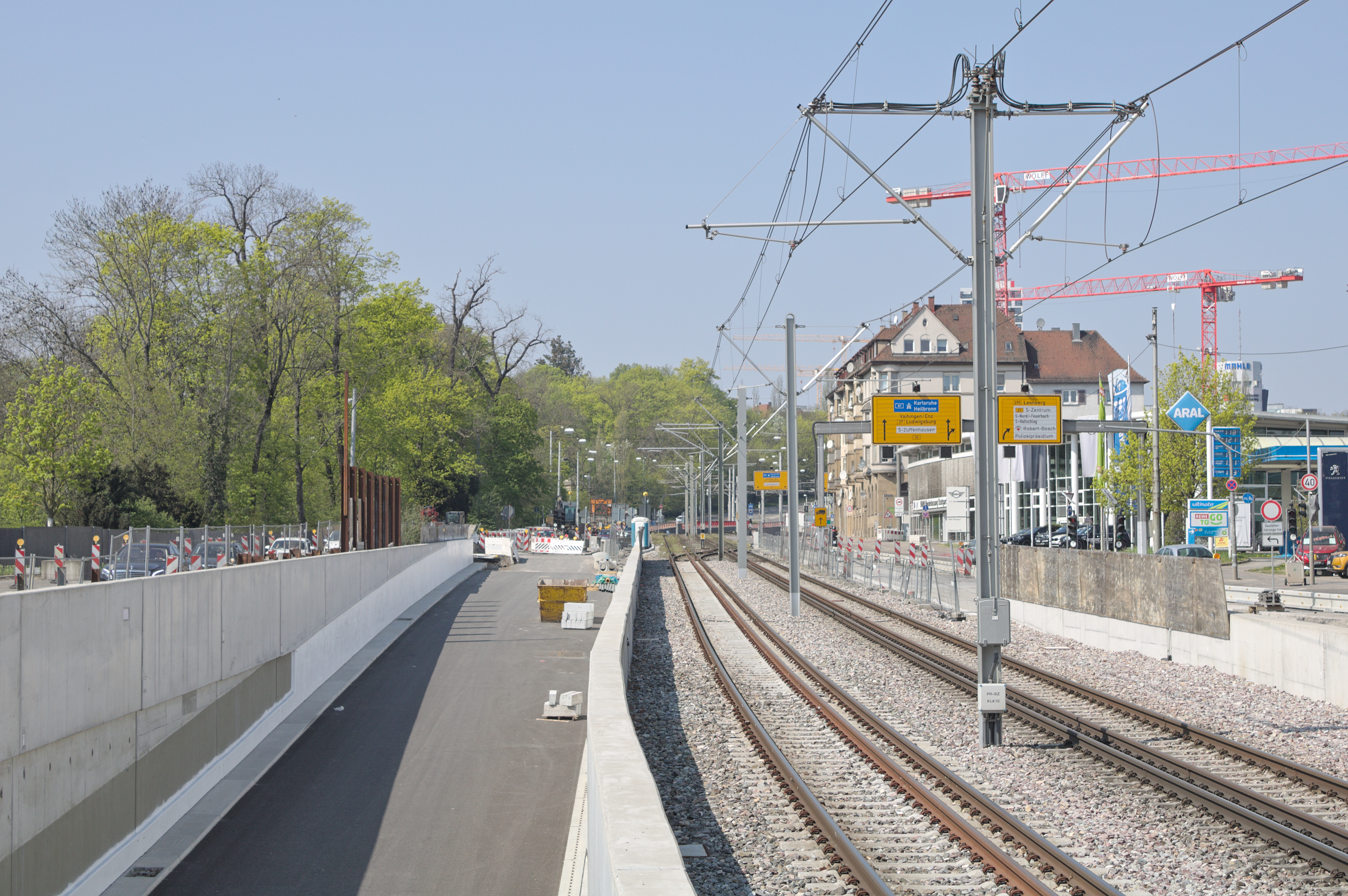
Einfahrt am Westportal im April 2020